# Бишмунчинское сельское поселение
Бишмунчинское се́льское поселе́ние — муниципальное образование в Альметьевском районе Татарстана Российской Федерации.
Административный центр — село Бишмунча.

## История
Статус и границы сельского поселения установлены Законом Республики Татарстан от 31 января 2005 года № 9-ЗРТ «Об установлении границ территорий и статусе муниципального образования "Альметьевский муниципальный район" и муниципальных образований в его составе».

## Население
| 2010 | 2011 | 2012 | 2013 | 2014 | 2015 | 2016 |
| ---- | ---- | ---- | ---- | ---- | ---- | ---- |
| 988  | →988 | ↘978 | ↗979 | ↗982 | ↘973 | ↗978 |
| 2017 | 2018 |      |      |      |      |      |
| ↘957 | ↗959 |      |      |      |      |      |

## Состав сельского поселения
| № | Населённый пункт | Тип населённого пункта       | Население |
| - | ---------------- | ---------------------------- | --------- |
| 1 | Ак-Чишма         | деревня                      |           |
| 2 | Бахчасарай       | посёлок                      |           |
| 3 | Бишмунча         | село, административный центр |           |
| 4 | Кама-Елга        | деревня                      |           |
| 5 | Кзыл-Кичу        | посёлок                      |           |